# Johannes Aavik
Pour les articles homonymes, voir Aavik.
Johannes Aavik (8 décembre [26 novembre d'après le calendrier julien alors en vigueur] 1880 à Randvere, Commune de Laimjala, Comté de Saare – 18 mars 1973 à Stockholm) est un philologue estonien et un fennophile qui a joué un rôle important dans la modernisation et le développement de la langue estonienne.

## Formation et carrière
Johannes Aavik étudia l'histoire à l'Université de Tartu et à l'Université de Nijyn en 1905. Il fut membre du mouvement Jeune-Estonie et obtint son doctorat en langues romanes en 1910 à l'Université d'Helsinki. Aavik enseigna l'estonien et le français à l'Université de Tartu entre 1926 et 1933. 
Le ministère estonien de l'éducation le nomma chef inspecteur des écoles secondaires, position qu'il occupa jusqu'en 1940. 
Il fuit l'occupation soviétique en 1944 avant de vivre à Stockholm jusqu'à sa mort.

## Le développement de la langue estonienne
Johannes Aavik trouvait que l'estonien, qui était pendant des siècles une langue de paysans, avait besoin d'innovation, alors que sa sphère d'utilisation était en train de s'élargir avec l'émergence d'une nation moderne. Il y avait un besoin de standardisation de la grammaire et de l'orthographe, ainsi que d'un nouveau lexique technique. Aavik pensait que la langue avait également besoin d'euphonie et de polyvalence. En 1912, il a commencé à écrire des articles pour des revues littéraires et à soumettre ainsi des propositions pour développer la langue estonienne. Il a par exemple suggéré des emprunts massifs du finnois. Beaucoup de ses propositions ont été largement et rapidement acceptées et sont devenues parties intégrantes du vocabulaire standard estonien. À partir de 1914, il a commencé à créer des racines pour créer des néologismes agréables à l'oreille afin de remplacer des mots composés maladroits. Il a ainsi proposé relv ("arme") au lieu de sõjariist (littéralement "l'outil de la guerre"), roim ("crime") au lieu de kuritöö ("action du diable") et veenma ("convaincre") au lieu de uskuma panema ("faire croire"). De manière générale, il a essayé d'éviter les sons t et s et il a préféré les mots courts. Il a également favorisé la lettre o quand elle était précédée d'une syllabe contenant la lettre u, comme cela était fréquent dans les dialectes estoniens du sud.
Aavik a aussi cherché à moderniser la grammaire. Il a plaidé pour l'utilisation du pluriel en i au lieu du pluriel en t(d) (keelis à la place de keeltes), le superlatif en i au lieu de du superlatif normal (suurim à la place de kõige suurem) et le participe passé actif en –nd au lieu de –nud. Il a également proposé des affixes flexionnels pour l'infinitif en ma, mais seulement certains d'entre eux ont été adoptés par l'usage populaire. Il a en outre tenté d'introduire un temps verbal pour le futur ainsi qu'un pronom personnel féminin, mais sans grand succès.
Aavik a publié de nombreux essais et traductions pour propager ses idées ; il avait des partisans affirmés mais aussi des adversaires. Il a publié un dictionnaire de 2000 néologismes en 1919. Ses principes (utilitaire, esthétique et qualité native) ont été résumés dans Keeleuuenduse äärmised võimalused (Perspectives extrêmes de l'Innovation Linguistique; Tartu, 1924).
L'innovation linguistique a lentement décliné après la loi de 1927 qui a rendu obligatoire l'enseignement de l'estonien standard comme fixé par le Dictionnaire Orthographique Estonien (1925, rédacteur en chef J. V. Veski) et la Grammaire estonienne (par Elmar Muuk, 1927). Cependant, certains mots proposés par Aavik et tombés dans l'oubli ont été repris et réintroduits par des hommes de lettres plus récemment.
Un essai sur l'innovation linguistique dans l'estonien peut être trouvé dans le dictionnaire estonien-anglais de Paul Saagpakk.

## Ouvrages
- Eesti kirjakeele täiendamise abinõudest (1905)
- Ruth (1909)
- Keele kaunima kõlavuse poole – Eesti Kirjandus 1912, p. 451–484.
- Eesti rahvusliku suurteose keel (1914)
- Eesti kirjakeelse stiili arenemise järgud – Noor-Eesti V, Tartu 1915, lk 216–229.
- Eesti luule viletsused (1915)
- Ideepe. Johannes Aaviku ideede päevik. Väljaande koostaja ja peatoimetaja Helgi Vihma. (2010).
- Keel ja kirjandus – Sõna. Tartu 1918, lk 72–78.
- Uute sõnade sõnastik (1919)
- Uute ja vähem tuntud sõnade sõnastik (1921)
- Puudused uuemas eesti luules (1922)
- Keeleuuenduse äärmised võimalused (1924)
- Kuidas suhtuda "Kalevipojale" (1933)
- Eesti õigekeelsuse õpik ja grammatika (1936)
- Rahvustunde nõrkusest Eestis, Loomingu Raamatukogu 1988, nr 50)

## Prix
- 1979, Médaille de troisième classe de l'Ordre de l'Étoile blanche d'Estonie